# Раен (крепость)
Крепость Раен (перс. ارگ راين‎, англ. Arg-e Rāyen) — глинобитная крепость в провинции Керман на юго-востоке Ирана. Средневековый глинобитный город Раен аналогичен Бамской цитадели, разрушенной землетрясением в 2003 году. Крепость очень хорошо сохранилась, несмотря на природные катаклизмы. Предполагается, что крепость была основана, по крайней мере, около 1 500 лет назад и, возможно, восходит к эпохе Сасанидов.
Крепость занимает площадь около 20 000 м², имеет почти квадратную форму и украшена несколькими башнями по периметру. Стена крепости имеет высоту более 10 метров. Единственный вход в замок - с восточной стороны. Внутри крепости расположены бывшие дома аристократов, четыре склада, храмы и общественные здания.